# Вольфеншіссен
Вольфеншіссен (нім. Wolfenschiessen) — громада в Швейцарії в кантоні Нідвальден.

## Географія
Громада розташована на відстані близько 75 км на схід від Берна, 6 км на південний схід від Штанса.
Вольфеншіссен має площу 92,7 км², з яких на 1,4 % дозволяється будівництво (житлове та будівництво доріг), 39,7 % використовуються в сільськогосподарських цілях, 33,7 % зайнято лісами, 25,3 % не є продуктивними (річки, льодовики або гори).

## Демографія
2019 року в громаді мешкало 2087 осіб (+4,1 % порівняно з 2010 роком), іноземців було 9,5 %. Густота населення становила 23 осіб/км².
За віковим діапазоном населення розподілялося таким чином: 24 % — особи молодші 20 років, 58,3 % — особи у віці 20—64 років, 17,8 % — особи у віці 65 років та старші. Було 839 помешкань (у середньому 2,5 особи в помешканні).
Із загальної кількості 814 працюючих 201 був зайнятий в первинному секторі, 181 — в обробній промисловості, 432 — в галузі послуг.